# Elektrownia w Dziećmorowicach

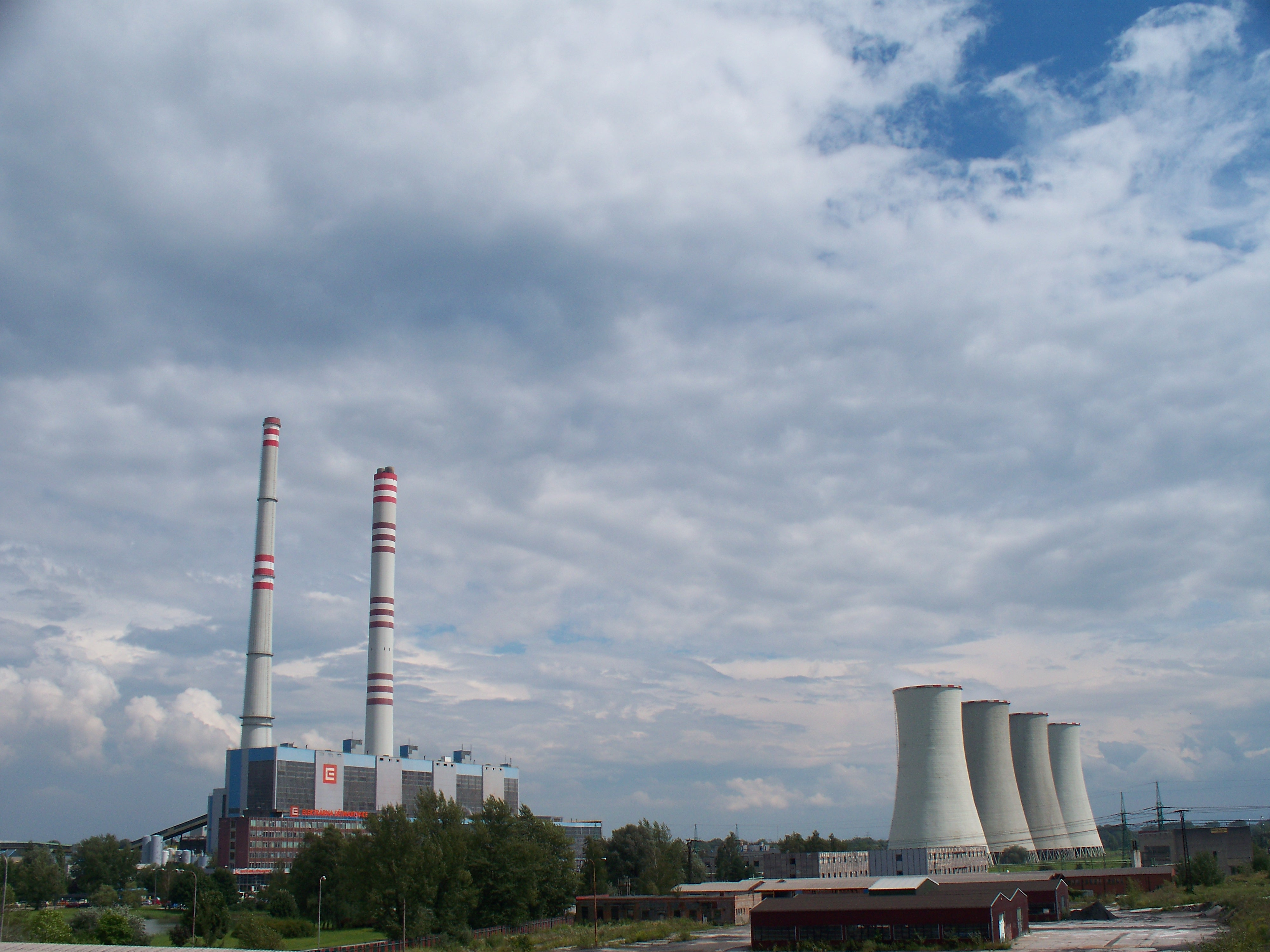
Kominy i chłodnie kominowe elektrowni w Dziećmorowicach

Elektrownia Dziećmorowice, EDĚ (cz. Elektrárna Dětmarovice) – czeska elektrownia węglowa położona w Dziećmorowicach, w kraju morawsko-śląskim, przy granicy z Polską. Generuje moc 800 MW. Produkuje również energię cieplną, którą zasila przede wszystkim pobliskie miasto Orłowę.
Została wybudowana w latach 1971–1976. Generalnym projektantem było przedsiębiorstwo Energoprojekt Praha, wykonawcą robót budowlanych VOKD Ostrava, a za aspekt technologiczny odpowiedzialna była Škoda z Pilzna.
Umiejscowienie elektrowni w Dziećmorowicach było związane z bliskością Ostrawsko-Karwińskiego Zagłębia Górniczego. Woda przemysłowa pobierana jest z rzeki Olzy, stanowiącej na tym odcinku granicę polsko-czeską.
Położenie tej największej czeskiej elektrowni węglowej produkującej dużą ilość zanieczyszczeń w zakolu Olzy otoczonym przez polskie miejscowości Gołkowice, Godów i Łaziska w powiecie wodzisławskim uważane jest czasami za kontrowersyjne. Faktem jest, że elektrownia stoi bardzo blisko bo w odległości zaledwie 500–1000 metrów od granicy z Polską w powiecie wodzisławskim.
W roku 1998 zainstalowano filtry przeciw zanieczyszczaniu powietrza – dobudowano jeden komin. Do roku 2000 elektrownia korzystała wyłącznie ze złóż z pobliskich kopalń. Po roku 2000 zaczęto sprowadzać również węgiel brunatny z północno-zachodnich Czech oraz tańszy węgiel z Polski. Kominy mają około 259 metrów oraz są widoczne z odległości kilkudziesięciu kilometrów (między innymi z polskich miast Jastrzębie-Zdrój, Wodzisław Śląski, Rybnik, Gliwice).

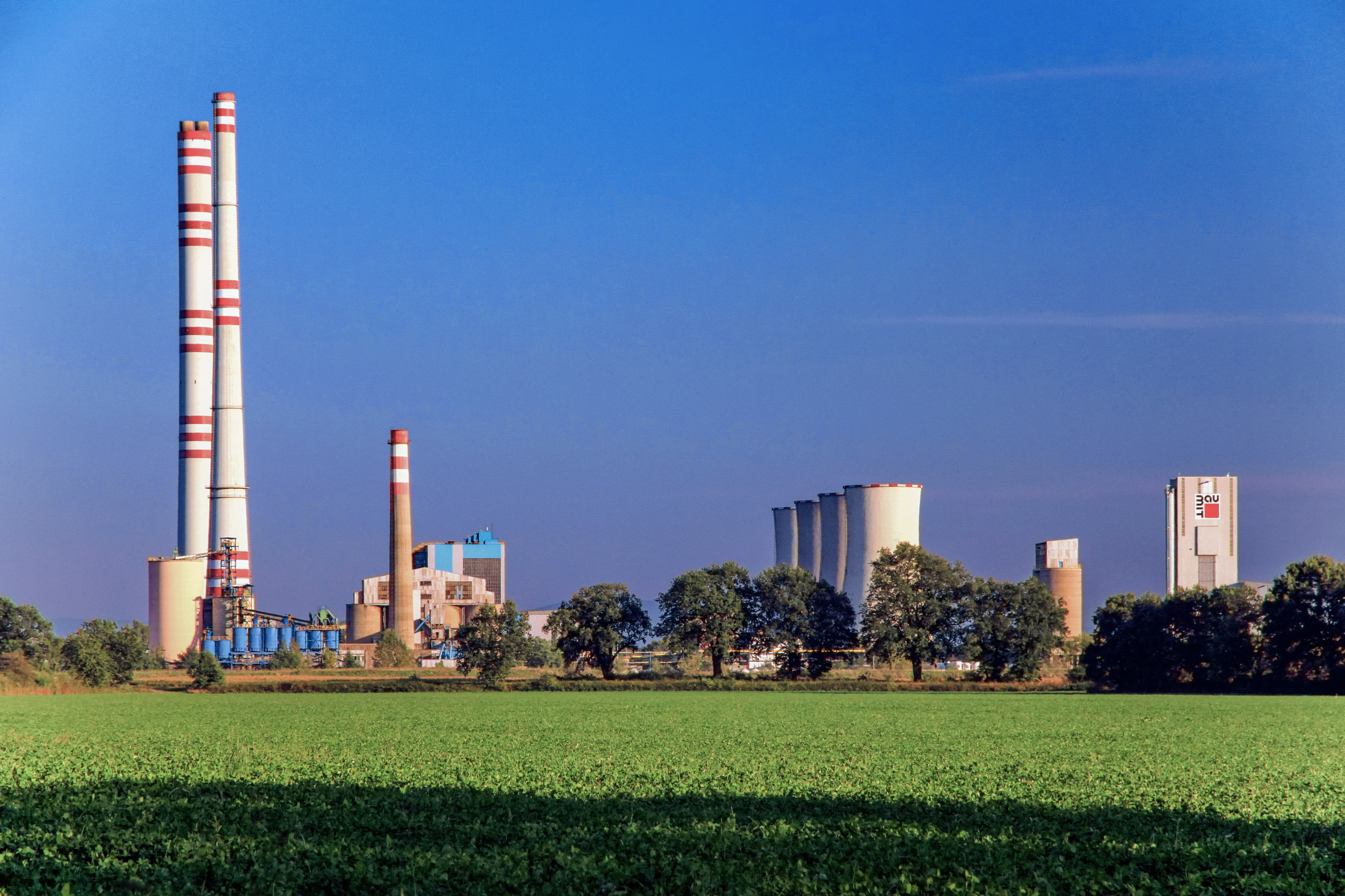
Widok na elektrownię
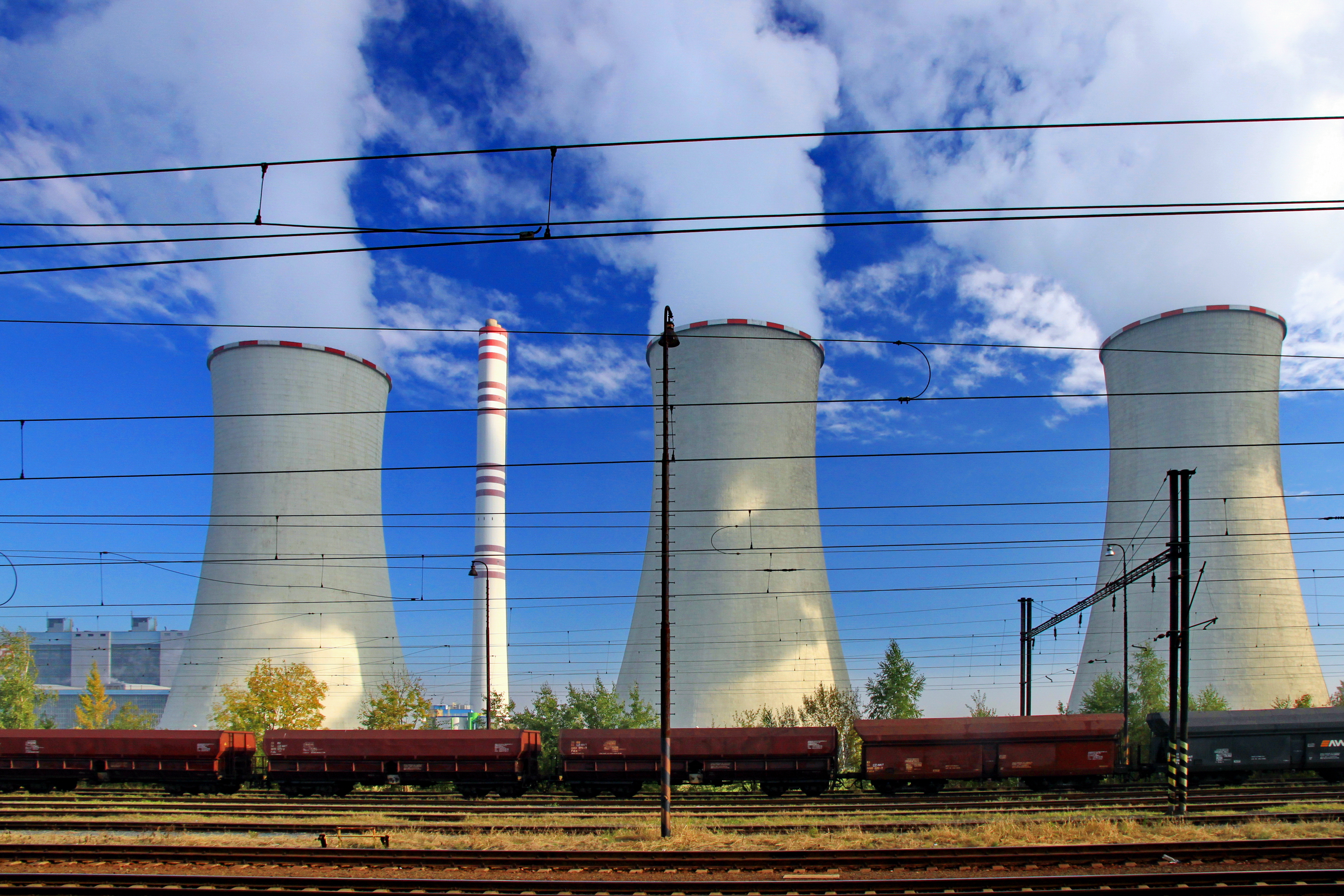
Widok od strony dworca kolejowego